# فيليكس دنيس
فيليكس دنيس (بالإنجليزية: Felix Dennis)‏ هو كاتب وشاعر بريطاني، ولد في 27 مايو 1947 في كينغستون ‏ في المملكة المتحدة، وتوفي في 22 يونيو 2014 في Dorsington ‏ في المملكة المتحدة بسبب سرطان.

## وصلات خارجية
- الموقع الرسمي
- فيليكس دنيس على موقع ميوزك برينز (الإنجليزية)